# Вестрено
Вестрено (итал. Vestreno) је насеље у Италији у округу Леко, региону Ломбардија.
Према процени из 2011. у насељу је живело 228 становника. Насеље се налази на надморској висини од 558 м.

## Становништво
| 1931. | 1936. | 1951. | 1961. | 1971. | 1981. | 1991. | 2001. | 2011. |
| ----- | ----- | ----- | ----- | ----- | ----- | ----- | ----- | ----- |
| 443   | 443   | 428   | 372   | 339   | 308   | 268   | 291   | 307   |